# Rasovac
Rasovac är en ort i Bosnien och Hercegovina.   Den ligger i entiteten Republika Srpska, i den södra delen av landet, 130 km söder om huvudstaden Sarajevo. Rasovac ligger 287 meter över havet och antalet invånare är 204.
Terrängen runt Rasovac är huvudsakligen kuperad. Rasovac ligger nere i en dal. Närmaste större samhälle är Trebinje, 4,6 km norr om Rasovac. 
Trakten runt Rasovac består i huvudsak av gräsmarker. Runt Rasovac är det ganska tätbefolkat, med 67 invånare per kvadratkilometer.